# Stylocidaris
Genre
Les Stylocidaris sont un ordre d'oursins de la famille des Cidaridés et vivant en eaux profondes.

## Description

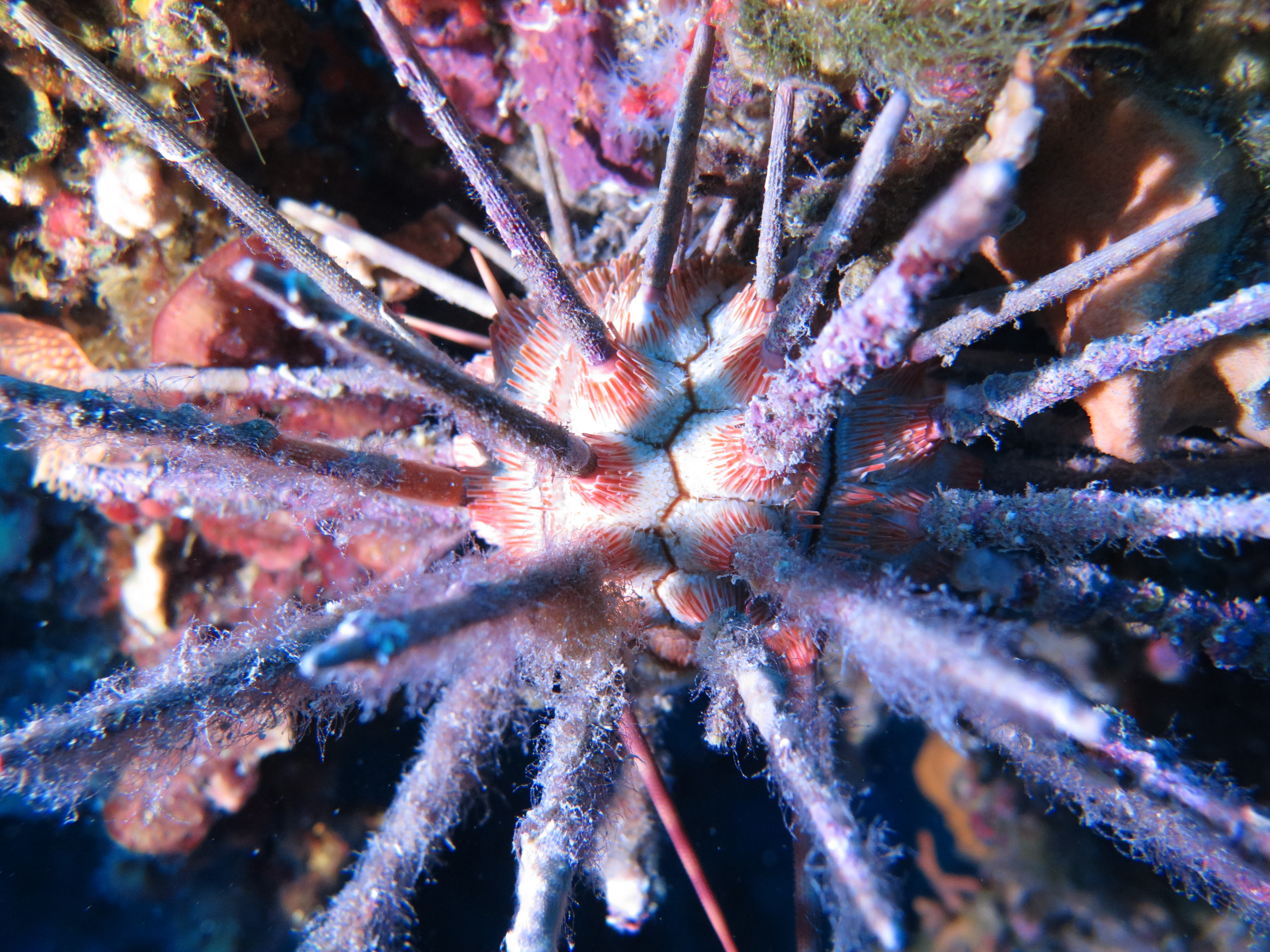
Stylocidaris affinis

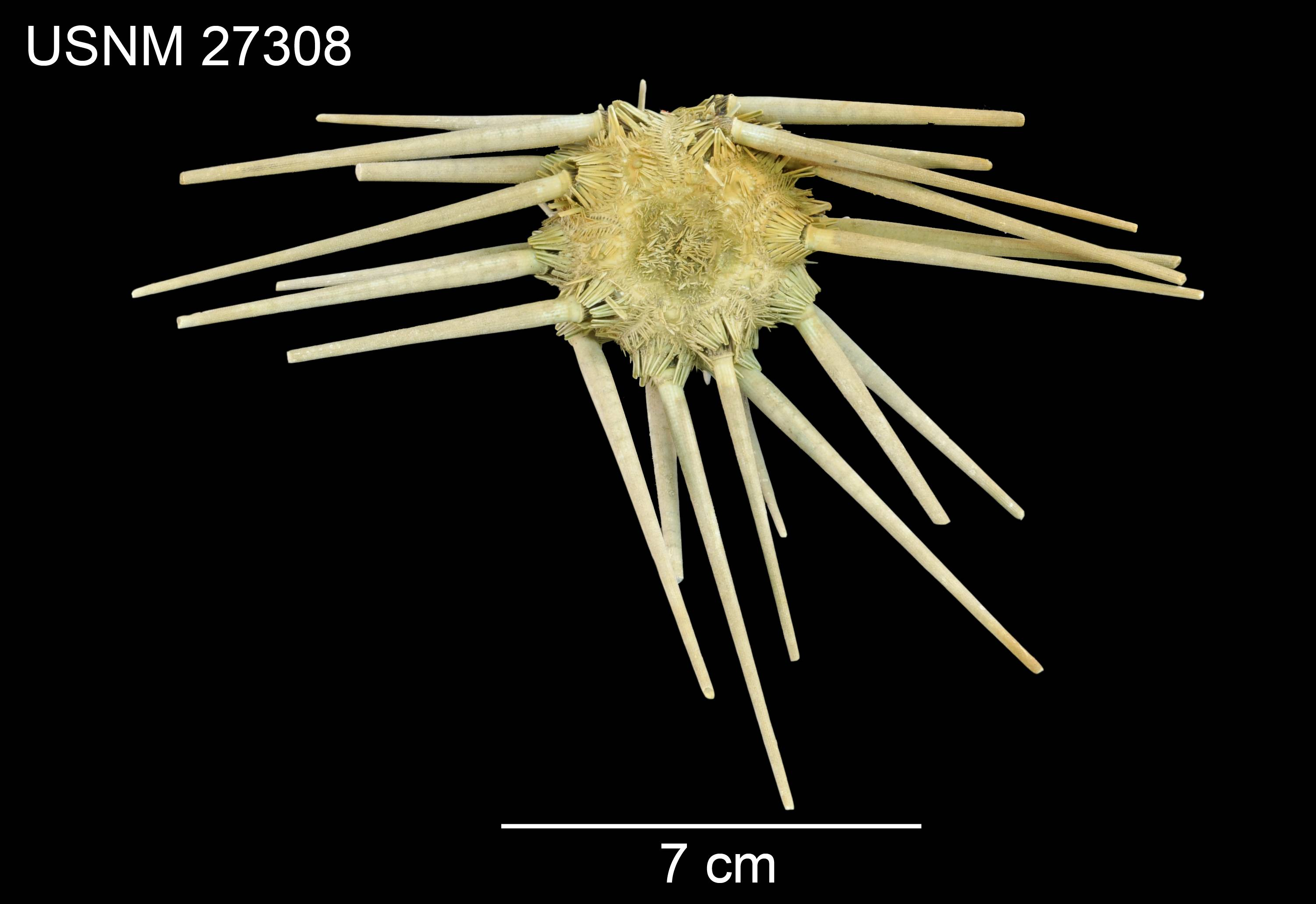
Stylocidaris calacantha

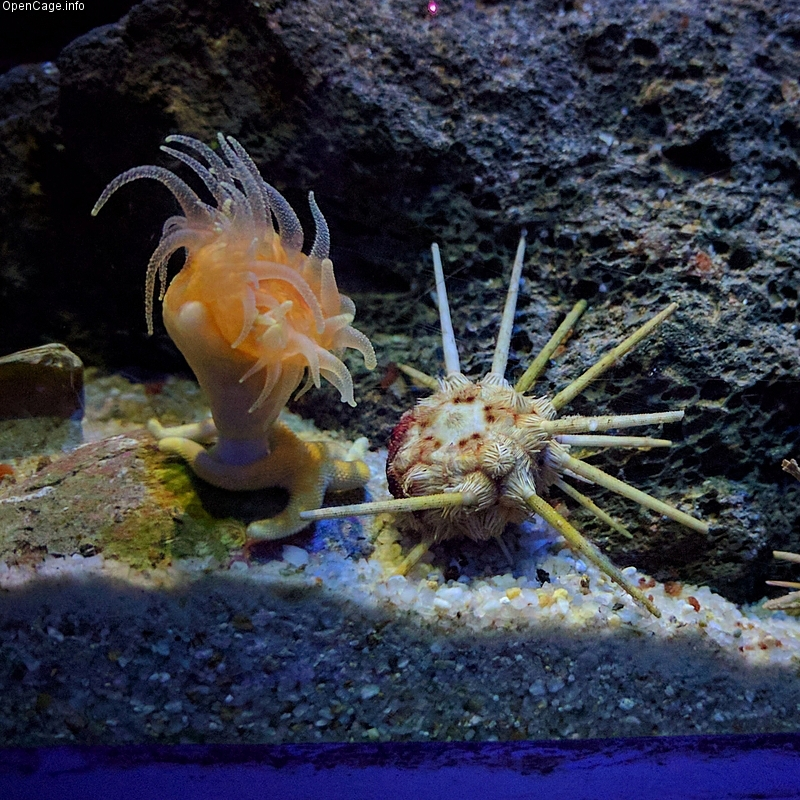
Stylocidaris reini

Ce sont des oursins réguliers à la coquille (appelée « test ») sphérique, couverte de piquants (appelés « radioles ») longs et robustes, mais clairsemés. Les radioles primaires sont alignées en cinq doubles rangées verticales, très épaisses, légèrement coniques, avec une pointe souvent grossière, montées sur de gros mamelons. Les radioles primaires servent surtout à la défense, à la locomotion et peut-être au camouflage ; elles sont épaisses mais peu nombreuses (l'oursin peut les régénérer si nécessaire) ; les plus anciennes sont généralement recouvertes d'épibiontes (algues, corallinales...) qui les font apparaître grisâtres, car contrairement à la plupart des oursins le squelette de calcite des radioles y est à nu chez les Cidaroida, sans épithelium. Le test et la base des radioles primaires sont protégés par un second type de radioles beaucoup plus petites et plates, formant des sortes de gouttières le long des aires ambulacraires. Au sommet du test, le système apical très large est et composé d'un vide central (le périprocte, qui est l'anus) et de cinq plaques terminales (une plaque madréporitique et quatre plaques génitales), disposées en étoile grossière.
Le disque apical mesure approximativement 50 % du diamètre du test, et est généralement monocyclique ; il est plus étendu que le péristome. Les tubercules primaires sont perforés et non crénulés, et les aréoles sont en relief prononcé et bien séparées. Les ambulacres sont légèrement sinueux, avec des reliefs contrastés. Les radioles sont ornées de reliefs grossiers.
Ce genre est très proche de Tretocidaris, et ils sont parfois unis par certaines classifications. 

### Écologie et comportement
Ce sont principalement des oursins de grandes profondeurs.
Ces oursins sont des brouteurs relativement omnivores et détritivores. Ils broutent le substrat situé sous eux avec leur puissant appareil masticateur (appelé « Lanterne d'Aristote »).
La reproduction est gonochorique, et mâles et femelles relâchent leurs gamètes en même temps en pleine eau, où œufs puis larves vont évoluer parmi le plancton pendant quelques semaines avant de se fixer.

## Liste des espèces
| Selon World Register of Marine Species (19 novembre 2013) : - Stylocidaris affinis (Philippi, 1845) -- Méditerranée et Atlantique - Stylocidaris albidens H.L. Clark, 1925 -- océan Indien - Stylocidaris amboinae Mortensen, 1928 -- Indo-Pacifique - Stylocidaris annulosa Mortensen, 1927 -- Philippines - Stylocidaris badia (H.L. Clark, 1925) -- Mascareignes - Stylocidaris bracteata (A. Agassiz, 1879) -- Indo-Pacifique - Stylocidaris brevicollis (de Meijere, 1904) -- Indo-Pacifique - Stylocidaris calacantha (A. Agassiz & H.L. Clark, 1907) -- Hawaii - Stylocidaris cingulata Mortensen, 1932 -- Afrique du sud - Stylocidaris conferta (H.L. Clark, 1925) -- Australie - Stylocidaris effluens Mortensen, 1927 -- Philippines - Stylocidaris fusispina Mortensen, 1928 -- Japon - Stylocidaris laevispina Mortensen, 1939 -- océan Indien - Stylocidaris lineata Mortensen, 1910 -- Caraïbes - Stylocidaris lorioli (Koehler, 1927) -- océan Indien - Stylocidaris maculosa Mortensen, 1928 -- Pacifique nord-ouest - Stylocidaris reini (Döderlein, 1887) -- Indo-Pacifique - Stylocidaris rufa Mortensen, 1928 -- Hawaii - Stylocidaris ryukyuensis Shigei, 1975 -- Japon - Stylocidaris tiara (Anderson, 1894) -- océan Indien | Selon ITIS (13 février 2014) : - Stylocidaris affinis (Philippi, 1845) - Stylocidaris lineata |

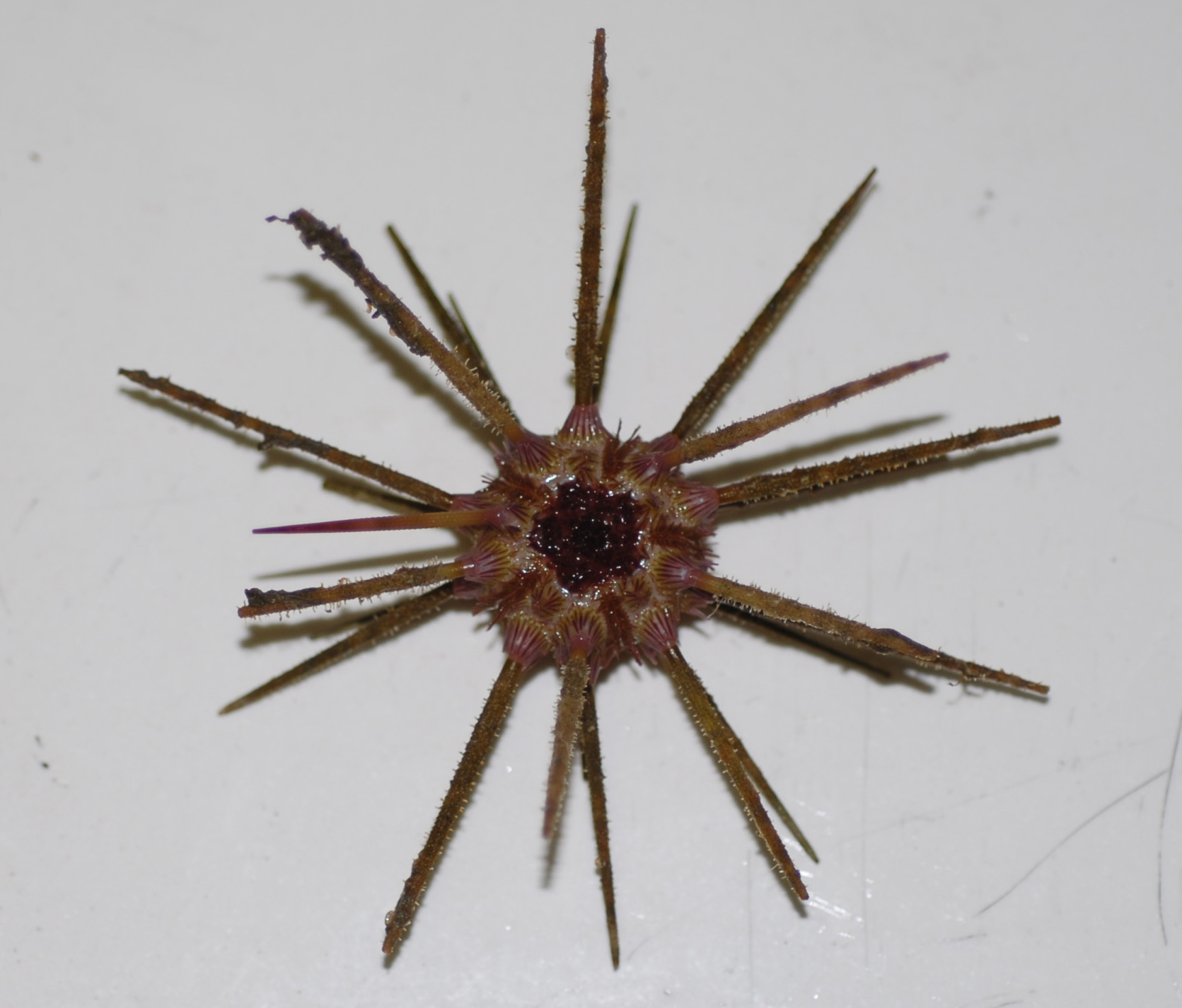
Stylocidaris affinis
Stylocidaris amboinae
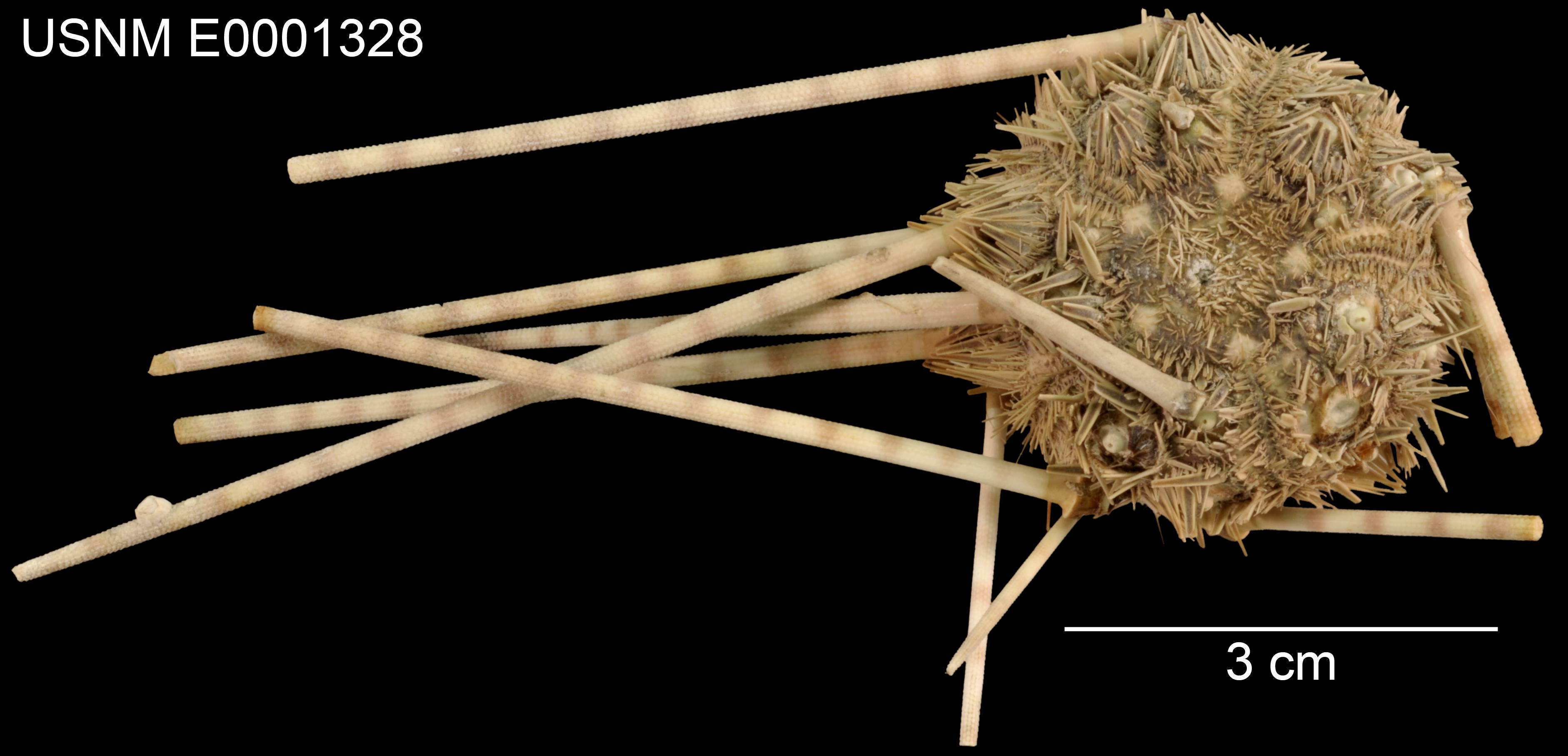
Stylocidaris annulosa
Stylocidaris bracteata mauritiana
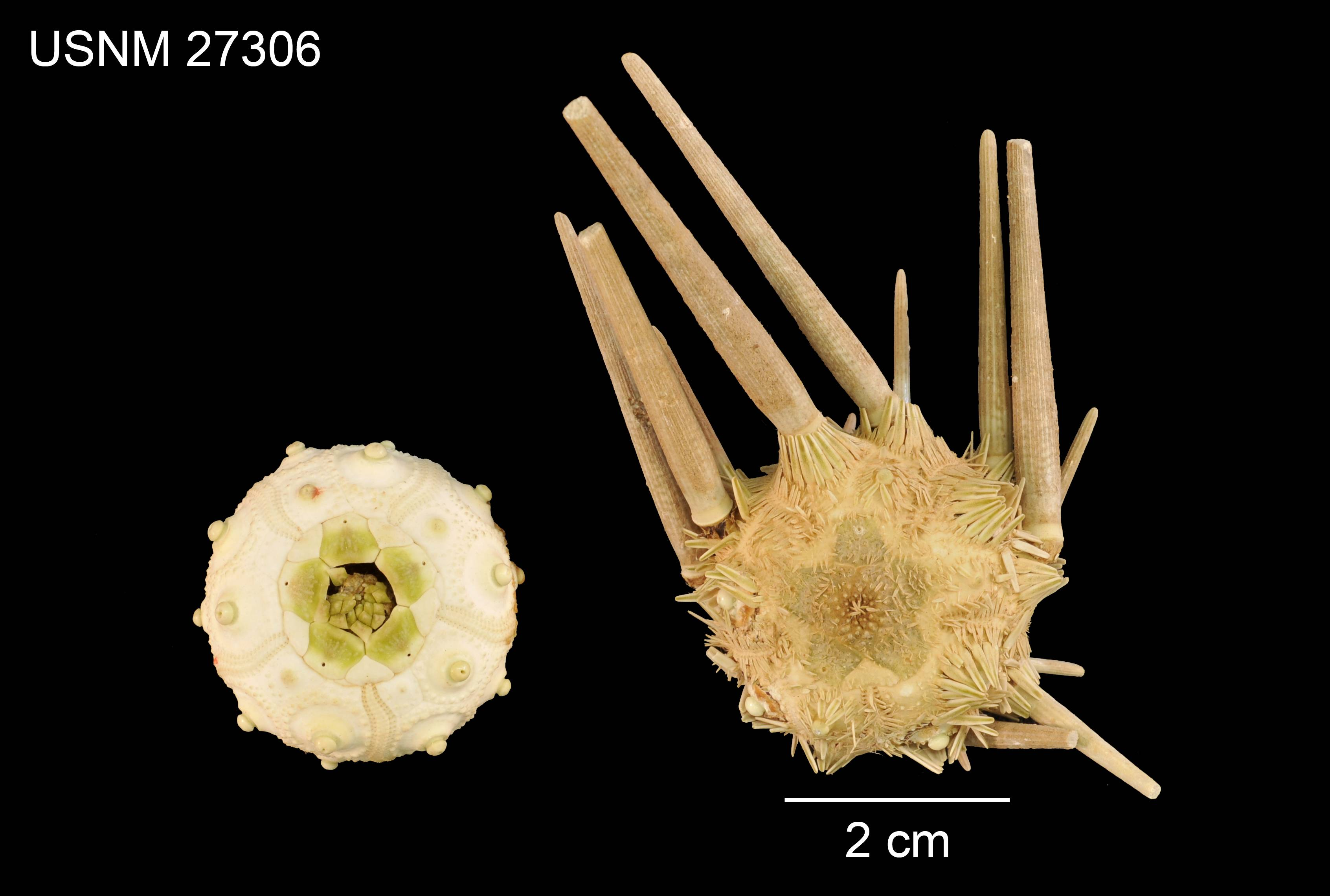
Stylocidaris calacantha
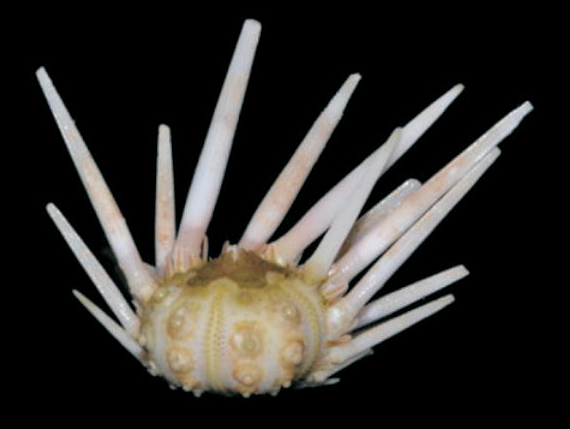
Stylocidaris cingulata
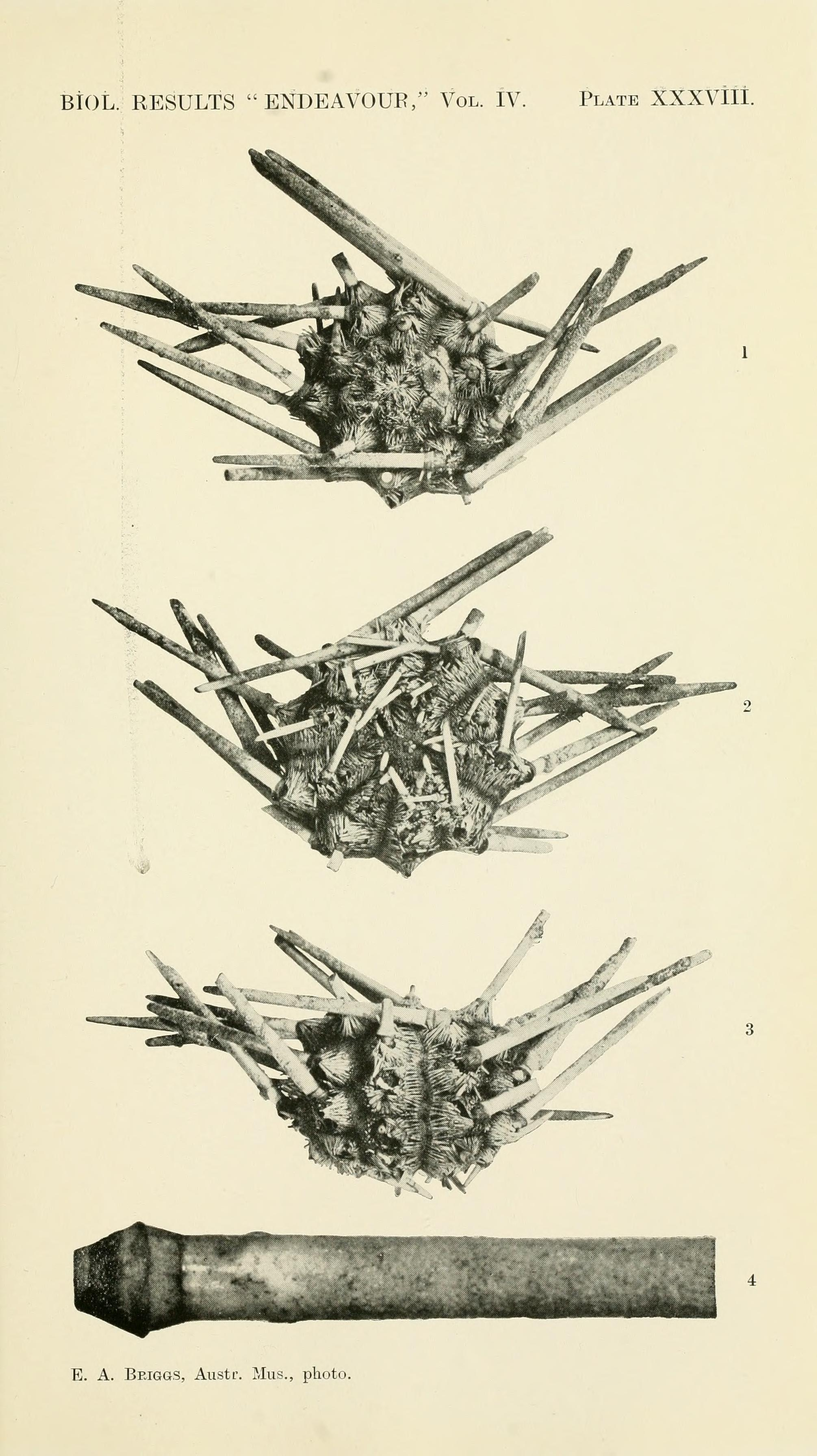
Stylocidaris conferta
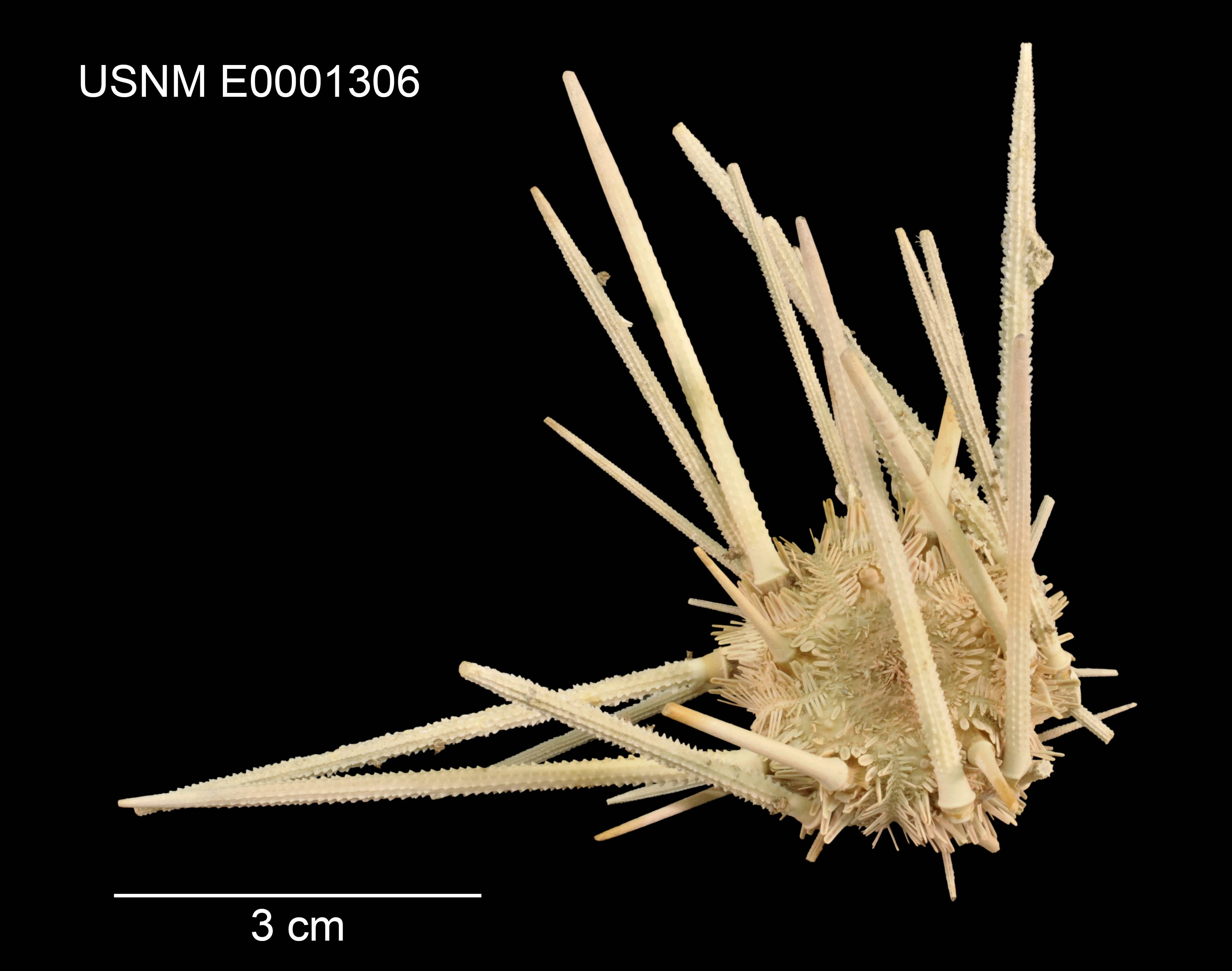
Stylocidaris effluens
Stylocidaris laevispina
Stylocidaris lineata
Stylocidaris maculosa
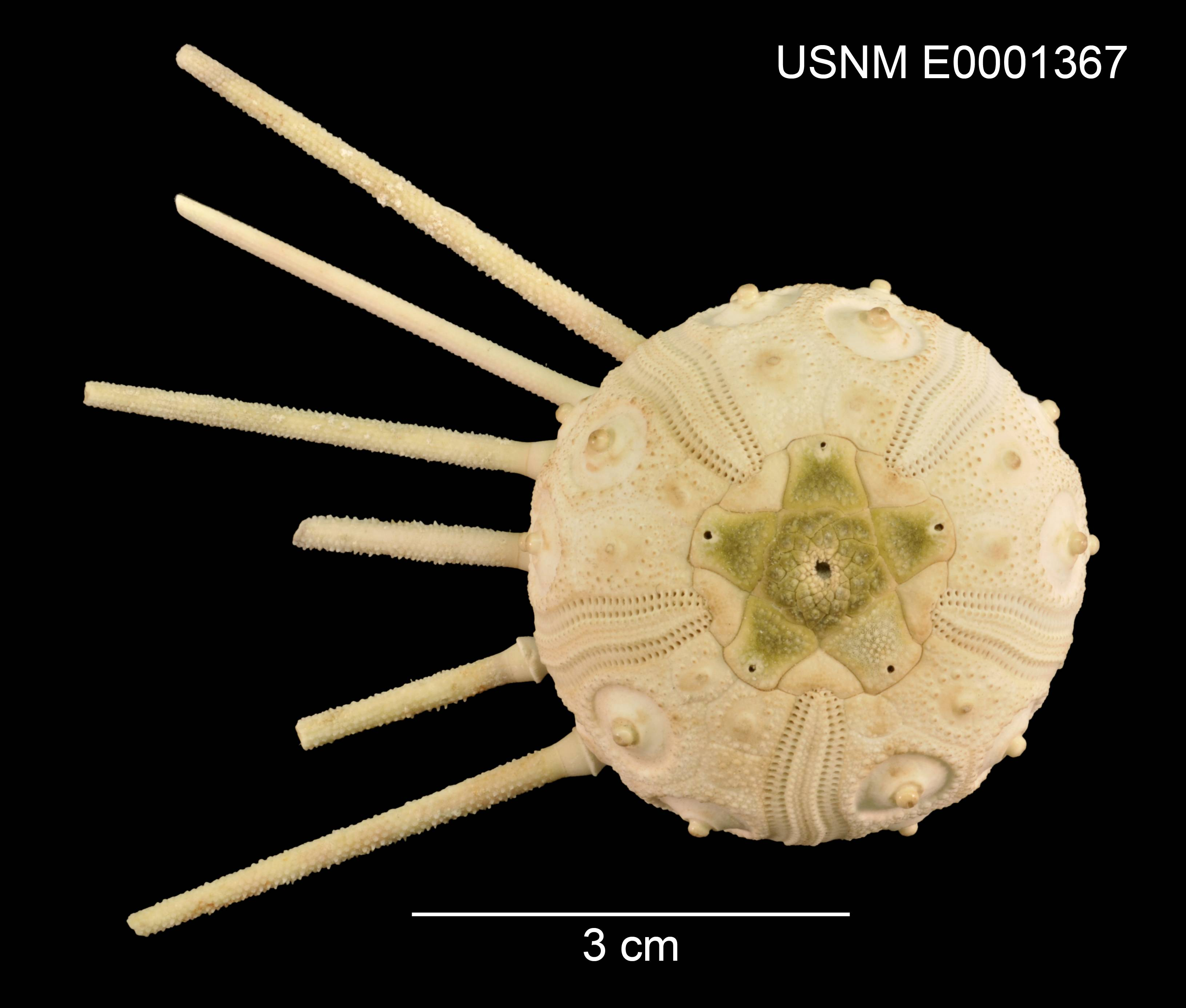
Stylocidaris reini cladothrix
Stylocidaris rufa